# 으름덩굴과
으름덩굴과(----科, 학명: Lardizabalaceae 라르디자발라케아이[*])는 미나리아재비목의 과이다.
히말라야, 동아시아 및 칠레 등에 분포하며, 9속의 약 20종 정도가 알려져 있는데, 한국에서는 으름덩굴·멀꿀·여덟잎으름덩굴 등이 분포하고 있다.
대부분 큰 덩굴성 목본으로서, 잎은 손바닥 모양의 겹잎으로 어긋나게 달리며 턱잎은 없다. 암수딴그루 또는 암수한그루로, 꽃은 단성화이고 방사대칭이며 대부분 총상꽃차례를 이루고 있다. 꽃덮이조각은 3개 또는 6개로 떨어져 나는데, 마치 꽃잎과 같다. 수꽃의 수술은 6개가 있고, 수술대와 꽃덮이 사이에는 보통 꿀샘이 있다. 암꽃에는 3-15개의 따로 분리된 씨방이 있는데, 씨방은 상위로 1개의 심피로 이루어져 있으며 1개의 방을 가지는데, 그 안에는 여러 개의 밑씨가 생긴다. 열매는 장과가 되며, 익으면 대부분 세로로 벌어져 알맹이를 먹을 수 있다.

## 하위 분류
- 멀꿀속(Stauntonia DC.)
- 보키속(Boquila Decne.)
- 으름덩굴속(Akebia Decne.)
- Decaisnea Hook.f. & Thomson
- Lardizabala Ruiz & Pav.
- Sargentodoxa Rehder & E.H.Wilson
- Sinofranchetia (Diels) Hemsl.